# Bobby Allison
Robert Arthur "Bobby" Allison (Miami (Florida), 3 december 1937 – Mooresville (North Carolina), 9 november 2024) was een Amerikaans autocoureur. Hij won de NASCAR Winston Cup in 1983 en won de prestigieuze Daytona 500 drie keer in zijn carrière.

## Carrière en levensloop
Allison verhuisde na zijn studies in 1955 met zijn broer Donnie van Florida naar Alabama. Zijn eerste NASCAR-race reed hij in 1961, hij finishte op de 31e plaats in een Chevrolet in de Daytona 500 van dat jaar. Zijn eerste overwinningen behaalde hij in 1966. Hij won in zijn carrière drie keer de Daytona 500, in 1978, 1982 en 1988. Op een NASCAR titel moest hij lang wachten. Hij werd vice-kampioen in 1970, 1972, 1978, 1981 en 1982. Uiteindelijk kon hij het kampioenschap winnen in 1983, op 45-jarige leeftijd. In 1988 kreeg hij een ernstig ongeval op de Pocono Raceway wat het einde van zijn carrière betekende. Hij reed in zijn carrière 718 races waarvan hij 85 won. Hij reed in zijn carrière tevens 43 races in de Busch Series waarvan hij er twee won. In 1993 werd hij erelid van de International Motorsports Hall of Fame.
Allison had twee zonen die actief waren in de autosport. Zijn jongste zoon Clifford overleed in 1992 aan de gevolgen van zijn verwondingen opgelopen tijdens een crash op de Michigan International Speedway. Zijn andere zoon Davey die de Daytona 500 van 1992 had gewonnen overleed in 1993 na een helikopter crash toen hij probeerde te landen nabij de Talladega Superspeedway.
Allison overleed op 9 november 2024 op 86-jarige leeftijd.